# 向日市立寺戸中学校
向日市立寺戸中学校（むこうしりつ てらどちゅうがっこう）は、京都府向日市寺戸町蔵ノ町にある市立中学校。略称は『寺中』。

## 概略
向日市で3番目の中学校として開校した。入学にあたっては住所によって校区が決められているが、「希望校制度」、「調整区域制度」、「部活動制度」により、弾力的運用がなされている。

## 沿革
- 1982年4月 - 向日市立寺戸中学校開校
- 1992年9月 - コンピューター教室設置

## 交通
- 阪急京都本線 東向日駅または洛西口駅下車
- JR京都線 向日町駅または桂川駅下車

## 出身者
- 今江敏晃 - プロ野球選手

## 通学区域が隣接している学校
- 向日市立西ノ岡中学校
- 向日市立勝山中学校
- 京都市立久世中学校
- 京都市立桂川中学校